# Shalimar
För andra betydelser, se Shalimar (olika betydelser).
Shalimar (hindi: शालीमार) är en indisk-amerikansk film från 1978 regisserad av Krishna Shah. I USA släpptes filmen först under namnet The Deadly Thief och senare som Raiders of the Sacred Stone. Huvudrollerna spelas av Dharmendra, Zeenat Aman, Shammi Kapoor och Prem Nath. Tre amerikanska skådespelare är också med i filmen: Sir Rex Harrison, John Saxon och Sylvia Miles. Jayamalini har också ett dansnummer. Den var den sista gången Mohammed Rafis röst användes på Shammi Kapoor.
Filmen var en samproduktion mellan USA och Indien. Eftersom båda indier och amerikaner medverkar i filmen spelades vissa scener in på både hindi och engelska för att sedan dubbas.

## Handling
När Sir John Locksley (Rex Harrison), miljonär och en av världens främsta juveltjuvar, får veta att han snart ska dö, bestämmer han att hans värdefullaste ägodel, Shalimarrubinen, ska övergå till en värdig efterträdare. Så han bjuder in han sina bästa juveltjuvsrivaler till sin ö för att låta dem delta i en dödlig tävling. De måste visa sina skickligheter genom att anta sitt farligaste uppdrag någonsin - att stjäla Lockleys ovärderliga juvel. Belöningen är hög, men priset för ett misslyckande döden.

## Versioner
Filmen var en samproduktion mellan USA och Indien. Eftersom båda indier och amerikaner medverkar i filmen spelades vissa scener in på både hindi och engelska för att sedan dubbas. Kader Khan till exempel dubbade Rex Harrison.
Den amerikanska versionen av filmen skiljer sig från den indiska på flera sätt. Många delar av filmen togs bort, speciellt musik- och dansscenerna. Den amerikanska versionen varar därför bara 90 minuter istället för 149. 
I USA släpptes filmen först under namnet The Deadly Thief. Efter Jakten på den försvunna skattens stora succé 1981 (på engelska Raiders of the Lost Ark) släpptes filmen igen under titeln Raiders of the Sacred Stone och med ett nytt omslag.
På den amerikanska DVD:n finns också en 3D-version av filmen.

## Rollista (i urval)
- Dharmendra -  S.S. Kumar
- Zeenat Aman -  Sheila Enders
- Rex Harrison -  Sir John Locksley
- John Saxon -  Colonel Columbus
- Sylvia Miles -  Countess Rasmussen
- O.P. Ralhan -  K.P.W. Iyengar (Romeo)
- Shammi Kapoor -  Dr. Bukhari
- Prem Nath -  Raja Bahadur Singh
- Shreeram Lagoo -  Tolaram
- Aruna Irani -  Dance Teacher
- Clyde Chai-Fa -  Dogro
- M.B. Shetty -  Tribal Chief

## Soundtrack
Alla låtar är komponerade av Rahul Dev Burman.
| 1.           | Title Music                      |                   |                 | 02:55 |
| 2.           | One Two Cha Cha Cha              | Anand Bakshi      | Usha Uthup      | 05:41 |
| 3.           | Hum Bewafa Hargiz Na The         | Anand Bakshi      | Kishore Kumar   | 04:11 |
| 4.           | Countess Caper (Music)           |                   |                 | 03:55 |
| 5.           | Naag Devta                       | Anand Bakshi      | Mohammed Rafi   | 04:27 |
| 6.           | Aaina Wohi Rehta Hai             | Anand Bakshi      | Lata Mangeshkar | 06:38 |
| 7.           | Baby Let's Dance Together        | Sapan Chakraborty | Kittu           | 02:38 |
| 8.           | Romantic Theme (Music)           |                   |                 | 02:36 |
| 9.           | Mera Pyar Shalimar               | Anand Bakshi      | Asha Bhosle     | 04:52 |
| 10.          | Hum Bewafa Hargiz Na The (Happy) | Anand Bakshi      | Kishore Kumar   | 02:07 |
| Total längd: | Total längd:                     | Total längd:      | Total längd:    | 39:59 |

## Nomineringar
Filmfare:
- Bästa musik: R.D. Burman
- Bästa manliga playbacksångare: Kishore Kumar för sången "Hum Bewafa Harghiz Na the"
- Bästa kvinnliga playbacksångare: Usha Uthup för sången "One Two Cha ChaCha"

## Trivia
Det amerikanska bandet Secret Chiefs 3 har  covrat flera sånger från Shalimars soundtrack:
- Mera Pyar Shalimar (Second Grand Constitution and Bylaws - 1998)[8]
- Romantic Theme, under namnet The Rose Garden of Mystery (Second Grand Constitution and Bylaws - 1998)[9]
- Title Music (Shalimar) under namnet Blaze of the Grail (Book M - 2001)[10]